# Шор-Байраш
Шор-Байра́ш (рос. Шор-Байраш, чув. Шор-Пайраш) — присілок у складі Аліковського району Чувашії, Росія. Входить до складу Чувасько-Сорминського сільського поселення.
Населення — 46 осіб (2010; 72 у 2002).
Національний склад:
- чуваші — 100 %